# Plano anatómico

Planos anatómicos en un ser humano.

## Descripción
La posición anatómica se describe como: Cuerpo humano de pie, erguido, con vista al frente, pies separados a la altura de los hombros y apuntando al frente, extremidades superiores extendidas a los lados del tronco con las manos en supinación (palmas hacia al frente) 
Los planos del espacio son tres; los principales son:
- Los planos coronales o frontales se orientan de manera vertical, de forma tal que dividen al cuerpo en anterior y posterior.
- Los planos sagitales o laterales al igual que el plano coronal, se orientan verticalmente; sin embargo, son perpendiculares a los planos coronales, y de esta forma dividen del cuerpo en zonas derecha e izquierda. Al plano que discurre centralmente en el cuerpo y a su vez forma en igual medida a las zonas izquierda y derecha se le llama plano medio sagital.
- El Plano horizontal, son cualquier plano paralelo al suelo que divide el cuerpo en posición anatómica en secciones superior o cefálica e inferior, podálica o caudal.

Se les pueden añadir dos, son más usados para dividir con los planos anteriores cuando parte del cuerpo en específico:
- Los planos transversos, horizontales o axiales son relativos a una estructura en particular, y son perpendiculares al eje longitudinal de dicha estructura. Si la estructura es el cuerpo en su conjunto, son equivalentes a los planos horizontales. Definen las zonas proximal y distal.
- Los planos oblicuos cortan parte del cuerpo en una dirección que no es paralela y son muy importantes

### Ejes
Considerando los tres ejes del espacio:
- El eje vertical va de la cabeza a los pies: es un eje 'cefalo-caudal' ('cabeza-cola') o "celafo-podalico" (cabeza-pies)
- El eje horizontal va de lado a lado: es un eje latero-lateral.Que ejerce una fuerza del cuello hacia los dedos.
- El eje anteroposterior va de adelante hacia atrás: es un eje ventro-dorsal.

## Relación y comparación
Varios adjetivos, dispuestos como parejas de vocablo opuestos describen las relaciones entre las partes del cuerpo o comparándola con la posición de dos estructuras.
- Superior se refiere a una estructura más proximal al vértice (vértex), la parte más elevada del cráneo..
- Craneal se refiere al cráneo, o a la parte superior del cuerpo.
- Inferior se refiere a una estructura situada más cerca de la planta de los pies.
- Caudal es un término direccional útil que indica hacia los pies o la región de la cola, representada en el ser humano por el cóccix (hueso del extremo inferior de la columna vertebral).
- Posterior (dorsal) indica la superficie dorsal del cuerpo o más próximo a la cavidad anal.
- Anterior (ventral) indica la superficie frontal del cuerpo.
- Rostral se usa a menudo para describir las partes del cerebro; significa "hacia el rostrum"; sin embargo, en el ser humano se refiere más a la parte anterior de la cabeza.
- Medial se emplea para indicar que una estructura está más próxima al plano medio del cuerpo.
- Lateral indica que una estructura está más alejada del plano medio (dedo pulgar).
- El dorso se refiere habitualmente a la cara superior de cualquier parte que protruye anteriormente desde el cuerpo, como el dorso de la lengua, la nariz, el pene o el pie.
- Plantar relativo a la planta  del pie, opuesta al dorso. El dorso es la superficie dorsal y la planta es la superficie plantar.

Los términos combinados describen posiciones intermedias:
- Inferomedial significa más próximo al pie y al plano medio, por ejemplo, las posiciones anteriores de las costillas discurren inferomendialmente.
- Superolateral indica más próximos a la cabeza y más lejos del plano medio.
- Superficial, intermedio y profundo se refieren a la posición de estructuras con respecto a la superficie del cuerpo, o bien a la relación de una estructura con otra subyacente o suprayacente.
- Externo significa fuera o más lejos del centro de un órgano o cavidad.
- Interno significa dentro (o más próximo) del centro, independientemente de la dirección.
- Proximal y distal se usan al comparar posiciones más próximas o más lejanas, respectivamente, de la raíz de un miembro o de la cara central de una estructura lineal.

## Los términos de lateralidad
Las estructuras pares con componentes derecho e izquierdo, como por ejemplo los riñones, son bilaterales, y las que se encuentran en un solo lado, como por ejemplo el bazo, son unilaterales.
Ipsolaterales (o ipsilaterales) u homolateral se refiere a toda aquella estructura o fenómeno que se encuentra o que se presenta del mismo lado que otra estructura o fenómeno del cuerpo, por ejemplo, el pulgar y el dedo gordo del pie.
Contralateral significa que ocurre en el lado opuesto del cuerpo en relación con otra estructura: la mano derecha es contralateral a la mano izquierda.